# 郭回
郭回，元朝邵武（今福建省邵武市）人。
郭回家中贫苦，六十岁没有娶妻，奉养母亲寄宿在神祠中，生计非常艰难。母亲九十八岁去世，郭回给人打工得钱安葬。每天早上到坟前哭祭，十四年没有停止。州府上报他的事迹，朝廷命给衣粮救济，依例表彰。